# Arthur Pio dos Santos Neto
Arthur Pio dos Santos Neto (Recife, setembro de 1931) foi um jurista brasileiro, filho do escritor Fernando Pio dos Santos.
Formou-se em Direito pela Universidade Federal de Pernambuco, em 1954, e concluío o doutorado tres anos apos formado. Foi professor da Universidade Federal de Pernambuco e da Escola Superior de Magistratura.
Tem publicado alguns artigos em revistas e jornais, e também livros como "Temas do Direito Agrário" e "A Estrutura Fundiária Brasileira".
Trabalhou como Secretário de Justiça do Estado, Procurador Regional do Incra no Nordeste em 1991 foi nomeado desembargador pelo gorvernador da epoca Joaquim Francisco. Como desembargador foi Presidente do Tribunal Regional Eleitoral, Vice-presidente do Tribunal de Justiça de Pernambuco e presidente da Seção Criminal e da 3ª Câmara Criminal. Aposentou-se em 2001 quando completou 70 anos como Desembargador.